# 11 Orionis
11 Orionis, eller V1032 Orionis, är en roterande variabel av Alfa2 Canum Venaticorum-typ (ACV) i stjärnbilden Orion.
11 Orionis varierar mellan visuell magnitud +4,65 och 4,69 med en period av 4,6397 dygn. Den befinner sig på ett avstånd av ungefär 365 ljusår.